# جامعة جنقانقشان

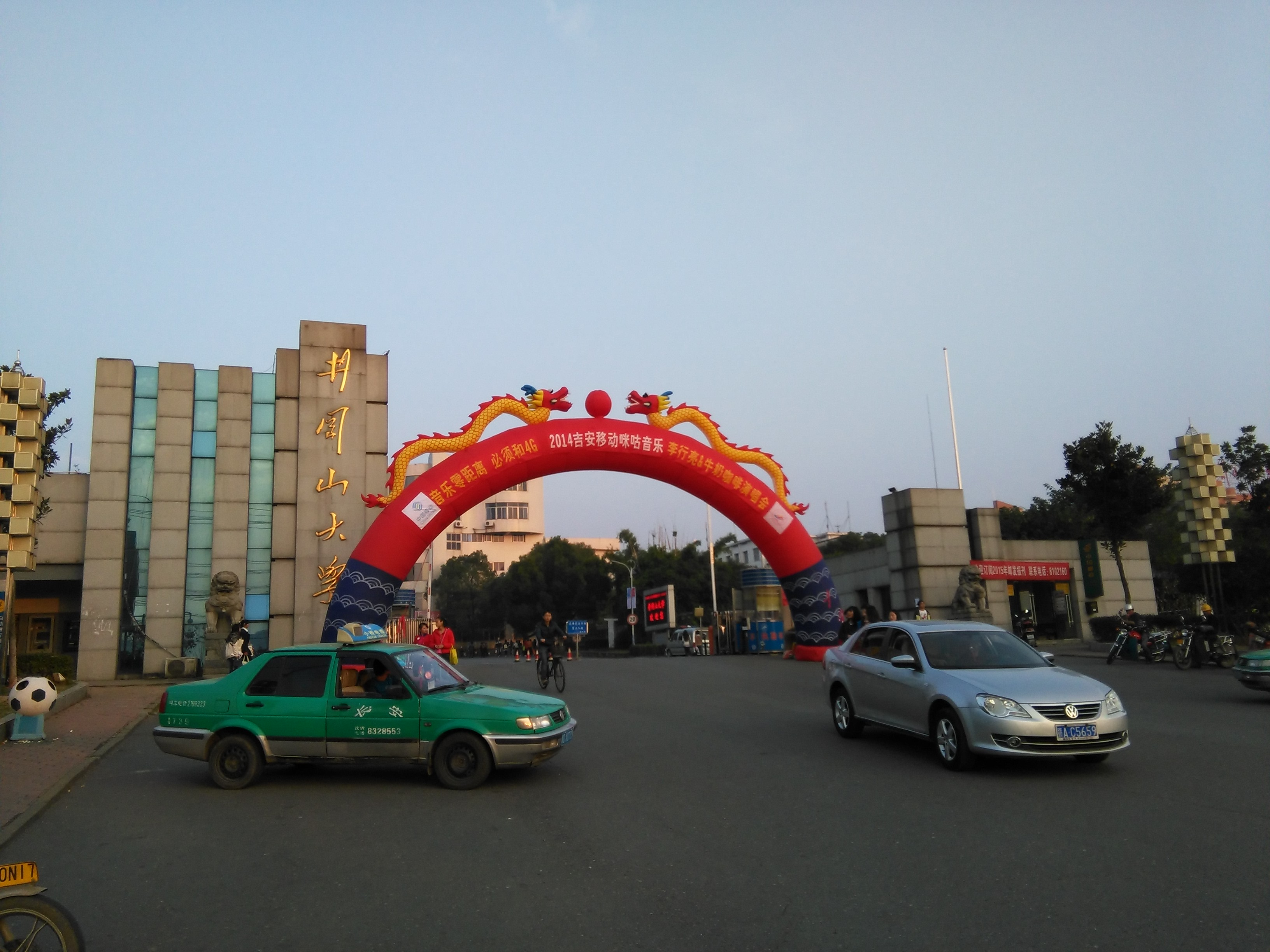
بوابة الجامعة

جامعه جنقانقشان (井冈山大学 Jǐnggāngshān Dàxué, Jinggangshan University) هذه الجامعة في جمهورية الصين الشعبية، بمقاطعة جيانقشي، وبمدينة جيان (吉安 Ji'an)
تم الافتتاح في 1958.

## وصلات خارجية
- جنقانقشان نسخة محفوظة 5 يوليو 2017 على موقع واي باك مشين. (بالإنجليزية)
- جنقانقشان (بالصينية)